# Coryphaeschna
Coryphaeschna is een geslacht van libellen (Odonata) uit de familie van de glazenmakers (Aeshnidae).

## Soorten
Coryphaeschna omvat 8 soorten:
- Coryphaeschna adnexa (Hagen, 1861)
- Coryphaeschna amazonica De Marmels, 1989
- Coryphaeschna apeora Paulson, 1994
- Coryphaeschna diapyra Paulson, 1994
- Coryphaeschna huaorania Tennessen, 2001
- Coryphaeschna ingens (Rambur, 1842)
- Coryphaeschna perrensi (McLachlan, 1887)
- Coryphaeschna viriditas Calvert, 1952